# Fiat T-Jet
T-Jet – rodzina rzędowych, czterocylindrowych silników benzynowych o rozrządzie DOHC i 4 zaworami na cylinder produkowanych przez koncern samochodowy Fiat. Został oparty na silniku 1.4 StarJet 16V produkowany od 2003 roku. Silniki te są wyposażone w elektroniczny, wielopunktowy wtrysk paliwa, posiadają turbodoładowanie. Silniki te charakteryzują się bardzo dobrą czystością spalin, niewielkim zużyciem paliwa i dobrymi osiągami.
Silniki T-Jet mają pojemność 1,4 l. Słabszy ma 120 KM, natomiast mocniejszy – 150 KM oraz funkcję Overboost która przy nagłym, dużym otwarciu przepustnicy chwilowo dopuszcza zwiększone ciśnienie turbodoładowania. Gama silników T-Jet weszła do produkcji w 2007 r. Następcą rodziny 1,4 TurboJet są jednostki 1,4 MultiAir, który są zmodernizowanymi jednostkami 1,4 T-Jet. Mimo wprowadzenia następcy silniki były produkowane równolegle.

## Awaryjność/Trwałość
Największymi mankamentami tej jednostki są awarie turbosprężarki IHI – pękający korpus, ubytki płynu chłodzącego i przedwczesne zużycie sprzęgła w którym zastosowano dwumasowe (dotyczy to mocniejszych wersji). Poza awariami wyżej wymienionego osprzętu nie zanotowano większych problemów. Silnik uważany jest za trwały i bez problemu można przejechać ponad 200 tys. km bez najmniejszych awarii. Trwałość i mała awaryjność to zasługa prostej nieskomplikowanej konstrukcji, która jedynie została wsparta przez turbodoładowanie.

## Występowanie
Modele wyposażone w silnik z rodziny T-Jet:
- Alfa Romeo Giulietta 1,4 T-Jet 120 KM

- Alfa Romeo MiTo 1,4 T-Jet 120 i 155 KM
- Fiat 500 Abarth 1,4 T-Jet 135 KM, w wersji Esseesse 1,4 T-Jet 160 KM
- Fiat 500L 1,4 T-Jet 120 KM

- Fiat Bravo II 1,4 T-Jet 120 KM i 150 KM
- FIat Doblo II 1,4 T-Jet 120 KM
- Fiat Grande Punto 1,4 T-Jet 120 KM
- Fiat Grande Punto Abarth 1,4 T-Jet 155KM, w wersji Essesse 1,4 T-Jet 180KM

- Fiat Linea 1,4 T-Jet 120 KM

- Fiat Tipo (2015) 1,4 T-Jet 120 (również w wersji z LPG i CNG)
- Lancia Delta 1,4 T-Jet 120 KM i 150 KM